# 北陸鉄道加南線
加南線（かなんせん）は、石川県にかつてあった北陸鉄道の以下の鉄道路線の総称である。
- 山中線（山中駅 - 河南駅 - 大聖寺駅）
- 動橋線（宇和野駅 - 新動橋駅）
- 粟津線（粟津温泉駅 - 新粟津駅）
- 連絡線（河南駅 - 宇和野駅 - 粟津温泉駅）
- 片山津線（動橋駅 - 片山津駅）

1971年（昭和46年）までに、これらが全線が廃止された。

## 歴史
路線の地域は加賀の最西南部地域であるが、山岳地域を除けば最南部となる。
これらは明治から大正初期にかけて加賀温泉郷の山中・山代・粟津・片山津の各温泉街より北陸本線を結ぶ目的で、それぞれの地元資本により馬車鉄道（山中馬車鉄道、山代軌道、粟津軌道、片山津軌道）が建設された。1910年に県知事に着任した李家隆介は温泉地の道路改良に取り組んだが財政難で中止していた。一方温泉地連絡の電気鉄道敷設に関する助成の方針を表明し、李家県知事と金沢商業会議所会頭横山章は各馬車鉄道及び大聖寺川水電の代表と電気鉄道設立について協議した。そして大聖寺川水電を除き横山章と各馬車鉄道代表者は電気鉄道の設立に合意した。1913年に温泉電軌（資本金100万円）が設立され、各軌道を合併し、改軌・電化と相互連絡する鉄道（連絡線）の建設をおこなうことになった。さらに新粟津から小松駅、および大聖寺から海岸周りで吉崎、芦原、三国方面への延伸も計画されており、粟津温泉・小松間および大聖寺・吉崎間の免許を得たが、粟津温泉・小松間は大正期に免許を失効、大聖寺・吉崎間も昭和初期の恐慌等の影響による財政難で着工に至らず、未成に終わっている。
社長に就任した横山章は尾小屋鉱山で財を成した横山隆興の長男であり、横山鉱業部社長、金沢商業会議所会頭の職にあった。章は一族の横山隆俊（男爵、横山鉱業部総督、加州銀行頭取）とともに最大株主（2000株）となり、他に隆興が1000株、隆興の次男の俊二郎（横山鉱業部理事、金石馬車鉄道株式会社社長）が350株、隆興の三男の芳松（横山鉱業部監事）300株等横山鉱業部関係で総株数の33.5%をしめており温泉電軌の経営の実権を握っていた。
営業成績であるが順調なスタートではなかった。旧馬車鉄道の軌道線が良好な成績をあげていたのに対し、軽便鉄道の連絡線が足を引っ張っていた。温泉地相互連絡が目的である連絡線は北陸本線との接続もなく、沿線にめぼしい産業を持たないことがその原因であった。そのため軽便鉄道補助法により毎年補助金を受けることになった。
第一次大戦後の不況期を契機として横山章が本業の鉱山業に失敗し、1928年に社長を辞任すると、株式の買収により徐々に温泉旅館関係者の進出がみられるようになっていく。1934年には山中温泉の旅館業者の中曽根治郎が社長、弟の松本幸一が専務取締役に就任し、温泉電軌は地元旅館業者の同族経営となった。
その間昭和金融恐慌による客足の落ち込みがあったり、水力発電所を建設して電燈電力の供給事業の副業を始めたり、さらに自動車会社の統合により地域交通を独占した。一方山中車庫火災により旅客車の大半を焼失するなどの損害を受けた。やがて戦時体制により地方では1県1-2社を目標に私鉄バスの統合を求められるようになる。石川県でも北陸鉄道がほぼ全県を統一し（尾小屋鉄道を除く）温泉電軌の路線も北陸鉄道加南線となった。
戦後になると湯治客を運ぶ観光路線として、1951年にロマンスカーを投入。1962年に「くたに」1963年に「しらさぎ」といった名物電車を走らせ、関西方面からの国鉄気動車急行の乗り入れも検討されるなど、華やかな路線であった。
新車が投入される一方粟津線では国道8号線の改良工事に伴い廃線しバス代行とすることが検討されることになった。国道8号線との平面交差が問題となったが結局立体交差は無理として廃線やむなしとなった。さらに代行バスが粟津、山代、山中の各温泉を直通するため連絡線の宇和野駅 - 粟津温泉駅間は2重投資になるためこちらも廃止されることとなった。動橋線と連絡線は、連絡線の宇和野駅 - 粟津温泉駅間が廃止された翌年の1963年に統合され、山代線となった。
1971年までに全線が廃止された。モータリゼーションの進行もあったが、この廃止の背景には1950年代以降の北陸鉄道社内における労使紛争が長期化し、企業としての体力が大きく損なわれていたことに伴う鉄道線の全線廃止方針が大きな影を落としていた。この加南線の廃止については当然のごとく沿線自治体、特に大きな影響を受ける加賀市が猛反対した。だが、国鉄北陸本線の特急停車駅を大聖寺駅にするか動橋駅にするかについては沿線自治体間で激しい争いが続いた結果、1970年に国鉄が両駅の中間の作見駅を加賀温泉駅に改称した上で拠点的な特急停車駅とし、従来加南線各線を利用していた温泉観光客が加賀温泉駅経由でのアクセスに移行したことで当線の乗客数が激減していた経緯があり、加南線の将来性に見切りをつけた北陸鉄道は路線廃止方針を変えず、加賀温泉駅開業の翌年に予定通り廃止した。
現在は、各路線を継承する路線バスが運行されているほか、加賀温泉駅まで送迎バスを運行させている旅館も多い。

### 年表
- 1913年（大正2年）
  - 6月18日：温泉電軌発起人横山章他に対し鉄道免許状下付（江沼郡河南村-能美郡小松町間、江沼郡那谷村-同郡石動村間）[17]
  - 11月6日：温泉電軌株式会社設立[18][19]
  - 11月16日：山中電軌（軌間 1067 mm 動力 電気 旧山中馬車鉄道）、粟津軌道（軌間 762 mm 動力 馬力）譲受
  - 12月1日：山代軌道（軌間 914 mm 動力 馬力）譲受
- 1914年（大正3年）
  - 5月15日：片山津軌道（軌間 914 mm 動力 馬力）譲受
  - 10月1日：河南-本九谷間（軌間 1067 mm 動力 電気）開業[20]
  - 11月1日：本九谷-粟津温泉間（軌間 1067 mm 動力 電気）開業[21]
- 1915年（大正4年）5月1日：山代線改軌・電化（軌間 1067 mm）
- 1916年（大正5年）
  - 2月16日：粟津線改軌・電化（軌間 1067 mm）
  - 5月17日：鉄道免許失効（能美郡粟津村-同郡小松町間、江沼郡那谷村-同郡石動村間 指定の期限内ニ工事施工認可申請ヲ為ササルタメ）[22]
- 1920年（大正9年）12月27日：鉄道免許状下付（江沼郡矢田野村-同郡小松町間）[23]
- 1922年（大正11年）11月23日：新動橋-片山津間が改軌・電化され地方鉄道法に基づく鉄道として開業（軌間 1067 mm 動力 電気）[24]
- 1926年（大正15年）
  - 1月4日：枯淵発電所送電開始。電力供給事業の兼営はじめる[25]
  - 10月9日：鉄道免許状下付（江沼郡大聖寺町-同郡三木村字吉崎間）[26]
  - 10月13日：鉄道免許失効（江沼郡矢田野村-同郡小松町間 指定ノ期限内ニ工事着手セサルタメ）[6]
- 1928年（昭和3年）8月29日：大聖寺町ほか6ヵ町村に電力供給開始[25]
- 1935年（昭和10年）11月20日：鉄道免許失効（江沼郡大聖寺町-同郡三木村間 指定ノ期限内ニ工事着手セサルタメ[7]
- 1941年（昭和16年）11月28日：山中車庫火災により旅客車在籍23両のうち15両を焼失
- 1942年（昭和17年）12月27日：電力供給事業を北陸配電へ譲渡[27]
- 1943年（昭和18年）10月13日：（旧）北陸鉄道・温泉電軌などが合併して北陸鉄道設立
- 1945年（昭和20年）4月1日：山中線、粟津線、動橋線を軌道法に基づく軌道から地方鉄道法に基づく鉄道に変更
- 1951年（昭和26年）4月5日：新型ロマンスカー2両運転開始[28]
- 1961年（昭和36年）10月1日：新動橋 - 山中間に直通準急列車運転開始
- 1962年（昭和37年）
  - 7月7日：くたに号運転開始[29]
  - 11月23日：粟津線全線廃止、連絡線一部廃止（宇和野駅 - 粟津温泉駅間）
- 1963年（昭和38年）
  - 7月13日：アルミニウムカーしらさぎ号運転開始[29]
  - 7月19日：動橋線と連絡線の残存区間（宇和野 - 河南間）と統合して山代線に改称
- 1965年（昭和40年）9月24日：片山津線全線廃止
- 1971年（昭和46年）7月11日：山中線、山代線全線廃止

## 輸送・収支実績
| 年度 | 軌道線（山中線、動橋線、粟津線） | 軌道線（山中線、動橋線、粟津線） | 軌道線（山中線、動橋線、粟津線） | 鉄道線（連絡線、片山津線） | 鉄道線（連絡線、片山津線） | 鉄道線（連絡線、片山津線） |
| 年度 | 輸送人員（人）                   | 貨物量（トン）                   | 営業益金（円）                   | 輸送人員（人）             | 貨物量（トン）             | 営業益金（円）             |
| ---- | -------------------------------- | -------------------------------- | -------------------------------- | -------------------------- | -------------------------- | -------------------------- |
| 1914 | 162,098                          | 2,454                            | 11,894                           | 32,385                     | 5                          | ▲ 1,723                    |
| 1915 | 275,875                          | 2,821                            | 13,501                           | 157,313                    | 617                        | 2,532                      |
| 1916 | 362,609                          | 5,706                            | 25,058                           | 220,603                    | 2,061                      | 1,606                      |
| 1917 | 471,094                          | 7,226                            | 28,849                           | 252,274                    | 2,961                      | ▲ 2,572                    |
| 1918 | 529,917                          | 14,900                           | 35,455                           | 304,901                    | 7,913                      | 890                        |
| 1919 | 720,325                          | 16,589                           | 48,274                           | 246,685                    | 6,567                      | 1,134                      |
| 1920 | 822,458                          | 16,471                           | 56,079                           | 503,797                    | 6,721                      | ▲ 4,509                    |
| 1921 | 861,973                          | 15,372                           | 79,187                           | 495,159                    | 5,507                      | ▲ 3,711                    |
| 1922 | 901,045                          | 18,688                           | 75,022                           | 609,178                    | 6,755                      | 5,392                      |
| 1923 | 947,573                          | 23,043                           | 82,293                           | 702,874                    | 9,283                      | 8,390                      |
| 1924 | 1,020,317                        | 24,618                           | 95,656                           | 715,935                    | 7,276                      | 3,423                      |
| 1925 | 1,011,068                        | 23,128                           | 91,087                           | 737,394                    | 4,677                      | 14,132                     |
| 1926 | 1,036,700                        | 22,327                           | 108,736                          | 758,970                    | 4,835                      | 25,031                     |
| 1927 | 997,541                          | 20,721                           | 100,588                          | 708,436                    | 4,354                      | 19,530                     |
| 1928 | 938,370                          | 17,681                           | 105,625                          | 599,185                    | 3,940                      | 17,426                     |
| 1929 | 1,068,305                        | 18,031                           | 97,871                           | 816,452                    | 3,675                      | 25,105                     |
| 1930 | 937,078                          | 13,686                           | 85,899                           | 677,688                    | 2,915                      | 14,136                     |
| 1931 | 834,733                          | 13,143                           | 73,841                           | 623,077                    | 3,517                      | 18,290                     |
| 1932 | 829,414                          | 16,466                           | 66,216                           | 626,424                    | 2,724                      | 20,662                     |
| 1933 | 959,545                          | 13,249                           | 93,552                           | 647,820                    | 4,119                      | 16,599                     |
| 1934 | 1,036,960                        | 13,243                           | 96,014                           | 698,637                    | 4,560                      | 20,699                     |
| 1935 | 1,059,530                        | 12,340                           | 82,435                           | 724,046                    | 3,666                      | 20,968                     |
| 1936 | 1,070,156                        | 11,570                           | 89,844                           | 726,187                    | 4,131                      | 19,847                     |
| 1937 | 1,170,715                        | 11,429                           | 94,432                           | 772,391                    | 3,929                      | 25,984                     |

- 鉄道院年報、鉄道院鉄道統計資料、鉄道省鉄道統計資料、鉄道統計資料、鉄道統計各年度版
- 馬車鉄道線は除く

## 車両

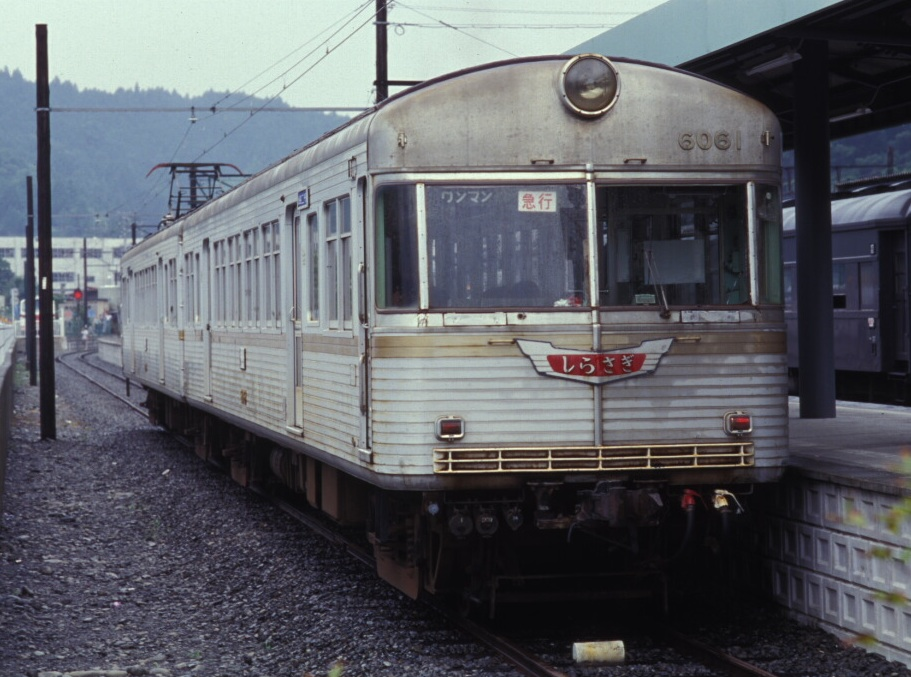
大井川鐵道時代のしらさぎ

線路が直接繋がっていない片山津線を除いて原則として共通で運用されていたが、2両固定編成は主に山中線で使用されていた。
- モハ811 - 木造2軸ボギー電動客車。履歴は池上電気鉄道デハ6→目黒蒲田電鉄モハ18→越中鉄道→温泉電軌デハ14。
- サハ560（サハ561） - 前身の温泉電軌からの引継車で1916年（大正5年）日本車輌製のダブルルーフの小型木造ボギー付随車。元は国鉄の木造客車であった。1963年（昭和38年）に廃車された。
- モハ1800・1810・1820形
- モハ5000形
- モハ3200形・クハ1000形
- 6000系「くたに」
- 6010系「しらさぎ」 - 加南線廃線後に大井川鐵道に譲渡されて20年近く使用されていたが、廃車後に山中町に戻され道の駅山中温泉 ゆけむり健康村に展示されている。
- モヤ503→ED22形（ED221） - 小松線の前身・白山電気鉄道創業時の木造単車（北陸鉄道モハ500形モハ503）を改造した事業用車。ボギー車化・鋼体化など種々の改造を受けており、印象は大きく変化している。後に浅野川線に転属、北鉄金沢駅構内で貨車の入換に使用された。